# 陸軍力
陸軍力（りくぐんりょく、英: Military land power）は、陸地における軍事力である。陸上戦力（りくじょうせんりょく）とも呼ばれる。

## 概要
陸軍力は陸上における軍備を指し、作戦・戦闘では陸戦を実行する。陸地の支配を通じてその地域の住民と資源の支配権を獲得することが可能な唯一の戦力であると考えられている。陸上戦力とも呼ばれ、ランドパワーの基幹的な要素である。最も歴史が深く、かつ基本的な戦力としてほぼすべての武装組織で陸軍力は準備されている。陸軍部隊・海兵隊・海軍の陸戦隊・内務省軍・国境警備隊・治安機関・民間防衛組織などは軍隊において陸上戦力の大部分を担っている。

## 特性
陸軍力の特性としては以下のようなものが挙げられる。まず戦力を細分化することが可能である。通常、陸軍力は編制に基づき、各部隊ごとに協力して作戦するものだが、必要に応じてその部隊規模を縮小することが可能である。または機動装備の種類が豊富であり、履帯から徒歩、場合によっては空中機動を含むあらゆる移動手段がある。ただし陸軍力はその規模的な性格から後方支援への負担が膨大なものとなる傾向がある。さらに指揮統制の必要性が高い。これは大規模な人員を運用するために上級司令部から下級部隊までを円滑に指揮統制するために必要な装備や労力が多大であるからである。加えて工兵力の必要性も高い。これは陸上で活動するために陸地特有の地形的な障害が作戦行動のあらゆる局面において発生し、またこれに対処しなければいけないからである。また陸軍力にとっては部外機関との協力があらゆる活動において重要である。これは陸地が人間の多様な活動の場であるためであり、特に占領行政においては民心掌握や対反乱作戦において地元の治安機関や地元住民の協力が非常に重要である。